# Andrei Michailowitsch Schuwalow
Andrei Michailowitsch Schuwalow (russisch Андрей Михайлович Шувалов; * 8. Januar 1965 in Pskow, Russische SFSR) ist ein ehemaliger sowjetischer Degenfechter.

## Erfolge
Andrei Schuwalow gewann bei Weltmeisterschaften zahlreiche Medaillen. 1987 in Lausanne und 1991 in Budapest wurde er mit der Mannschaft Weltmeister, 1991 gelang ihm der Titelgewinn zudem im Einzel. Zweite Plätze sicherte er sich 1986 in Sofia mit der Mannschaft sowie 1987 im Einzel, 1985 und 1990 gewann er mit der Mannschaft jeweils Bronze. Zweimal nahm Schuwalow an Olympischen Spielen teil: 1988 gewann er in Seoul jeweils Bronze in der Einzel- und der Mannschaftskonkurrenz. Bei den Olympischen Spielen 1992 in Barcelona gehörte er zur Delegation des Vereinten Teams, mit dessen Degenmannschaft er erneut die Bronzemedaille gewann. Im Einzel belegte er den elften Rang.